# 怒りの孤島
「怒りの孤島」（いかりのことう）は1958年（昭和33年）2月8日に公開された日本映画。

## 概要
昭和20年代初頭に瀬戸内で起きた児童虐待事件「舵子事件」を題材に、水木洋子が書き下ろしたラジオドラマを水木自らが脚色し、「警察日記」の久松静児が監督した社会派映画。文部省推薦。
製作会社の日映は、大映の専務であった曽我正史が立ち上げた映画会社。「怒りの孤島」が第1回作品。なお、曽我と共に大映から独立した市川久夫が企画を担っている。カラー/シネスコ/108分。

## スタッフ
- 製作：曽我正史
- 企画：市川久夫
- 監督：久松静児
- 原作：水木洋子
- 脚色：水木洋子
- 音楽：芥川也寸志
- 撮影：木塚誠一
- 美術：平川透徹
- 録音：安恵重遠
- 照明：平田光治

## キャスト
| 少年たち - 中谷鉄：鈴木和夫 - 日沼直二：佐藤紘 - 寺田悌三：手塚茂夫 - 伊藤光男：紫田昭雄 - 森幸太郎：土屋靖雄 - 月森太一：後藤茂章 - 鈴木進：秋山由紀雄 - 岩井忠：小見山清 - 田辺一夫：石原三吉 | 島の人々ほか - 根本久夫：水谷勝 - 吉川先生：織田政雄 - 妻 芳子：岸旗江 - 娘 絹子：二木てるみ - 権太郎：稲葉義男 - とり：岸輝子 - 綱三：中村俊一 - とよ：辻伊万里 - 西崎源平：御橋公 - 浩：佐藤英夫 - 絲子：大森暁美 - 仲介人猪造：浮田左武郎 - ニコヨン重助：左卜全 - 親方松右衛門：中村栄二 - 木谷監督官：原保美 - 三田警部補：浜村純 |

※ 鈴木和夫が演じる主人公、中谷鉄の役名が「鉄」では無く「録」の可能性があります。